# Mfon Udoh
Mfon Sunday Udoh (Uyo, 14 marzo 1992) è un calciatore nigeriano, attaccante del Brothers Union.

## Carriera

### Club
Tra il 2014 e il 2016, ha giocato nove partite nella CAF Champions League con l'Enyimba, di cui cinque nei turni preliminari e quattro nella fase a gironi. Nel 2018, ha anche giocato tre partite nella fase a gironi della CAF Confederation Cup, sempre con l'Enyimba. In seguito ha giocato anche nella prima divisione del Bangladesh.

### Nazionale
Nel 2015 ha esordito in nazionale.

## Palmarès

### Club

#### Competizioni nazionali
- Coppa di Nigeria: 2

Enyimba: 2013, 2014
- Campionato nigeriano: 1

Enyimba: 2015

### Individuale
- Capocannoniere del campionato nigeriano: 1

2014 (23 reti)